# Islas Las Tunitas
Islas Las Tunitas är en ögrupp i Mexiko. Öarna ligger i bukten Bahía Santa María och tillhör kommunen Angostura i delstaten Sinaloa, i den västra delen av landet.